# Nasugbu
Nasugbu là một đô thị cấp một ở tỉnh Batangas, Philippines. Theo điều tra dân số năm 2015, đô thị này có dân số 134.113 người trong.

### Các đơn vị hành chính
Nasugbu, về mặt hành chính, được chia thành 42 khu phố (barangay). The 12 barangays located in the poblacion are classified as urban, and the rest are classified as rural.
| - Aga - Balaytigui - Banilad - Barangay 1 (Pob.) - Barangay 2 (Pob.) - Barangay 3 (Pob.) - Barangay 4 (Pob.) - Barangay 5 (Pob.) - Barangay 6 (Pob.) - Barangay 7 (Pob.) - Barangay 8 (Pob.) - Barangay 9 (Pob.) - Barangay 10 (Pob.) - Barangay 11 (Pob.) | - Barangay 12 (Pob.) - Bilaran - Bucana - Bulihan - Bunducan - Butucan - Calayo - Catandaan - Kaylaway - Kayrilaw - Cogunan - Dayap - Latag - Looc | - Lumbangan - Malapad Na Bato - Mataas Na Pulo - Maugat - Munting Indang - Natipuan - Pantalan - Papaya - Putat - Reparo - Talangan - Tumalim - Utod - Wawa |